# Diocèse de Banias
Le diocèse de Banias, ou diocèse de Césarée de Philippe, était un diocèse de la principauté de Galilée, dans le royaume de Jérusalem. C'est de nos jours un siège titulaire.

## Histoire
En 1140, le roi de Jérusalem Foulques V d'Anjou prend la ville et, la même année, Adam d'Acre devient le premier évêque catholique de la ville. Une cathédrale y est alors construite, même si son emplacement n'a pas été retrouvé par l'archéologie.
L'évêque latin de Banias était suffragant de l'archevêque de Tyr. De tous les évêques des États latins d'Orient, seuls l'évêque de Banias, l'évêque de Beyrouth et l'archevêque de Pétra étaient exemptés de fournir des sergents à l'ost royal.
Le pouvoir de l'évêque déclina lorsqu'en 1157, le seigneur de Banias, Onfroy II de Toron, concéda la moitié de sa ville à l'ordre de l'Hôpital. En 1164, Banias fut conquise par Nur ad-Din, devenant ainsi le premier diocèse du royaume de Jérusalem à être perdu au profit des musulmans. L'évêque titulaire, Jean, n'était pas à Banias à cette époque et conserva ce titre jusqu'à sa mort en 1170. La conquête musulmane de Banias fit de son évêque un évêque auxiliaire à la cathédrale de Tyr (it). Aucun évêque titulaire ne fut nommé pour succéder à Jean.
En 1252, un évêque titulaire de Banias résidait en Italie et en 1254 il fut nommé évêque de Grasse. À cette époque, l'évêque de Banias était le seul évêque du royaume, dont le nombre était considérablement réduit depuis 1187, à ne pas résider en Outremer. Les évêques titulaires étaient néanmoins parfois appelés à traiter des affaires relatives au royaume, comme lorsque le pape Grégoire X chargea l'évêque, avec l'évêque de Bethléem et l'archevêque de Nazareth, d'ordonner au roi Hugues III de Chypre de répondre aux prétentions de Marie d'Antioche au trône de Jérusalem.

## Liste des évêques grecs
- Éraste de Corinthe (Ier siècle)
- Filocalos (fl. 325)
- Sv. Martyrios (c. 362/363)
- Baratos (mentionné en 381)
- Olympios  (mentionné en 451)
- Anastase de Jérusalem (en) (fin VIIe siècle, devient patriarche de Jérusalem)

## Liste des évêques
- Adam d'Acre (1140-1147)
- Jean (1161-1170)
- anonyme, cité en 1252 ainsi qu'en 1272

## Liste des évêques titulaires
- Juan Sáenz de Valatorre (1675–1687)
- Pierre Magnye (1784– ?)
- Aidan Devereaux (1847–1854)
- Marian Šunjić (1854–1860)
- Matthias Eberhard (1862–1867)
- Rupert Mayr (1869–1873)
- Alessio Maria Filippi (1876–1888)
- Cyrillus Macaire (1895–1899)
- Giuliano Cabras (1900–1905)
- Giuseppe Morticelli (1905–1910)
- Hermann Zschokke (1910–1920)
- Antonio Micozzi (1921–1927)
- Ercole Attuoni (1929–1933)
- Francesco Beretti (1936–1949)
- Armando Lombardi (1950–1964)
- Lawrence Patrick Moran (1964–1970)
- Joseph Powathil (de) (1972–1977)
- Béchara Butrus Raï (1986–1990)
- Guy-Paul Noujaim (de) (1990– ?)